# Sony Alpha 7S III
Die Sony Alpha 7S III (α7S III, intern ILCE-7SM3) ist eine spiegellose Systemkamera (DSLM) mit Vollformat-Bildsensor. Zur Markteinführung im Juli 2020 wurde sie zu einem Preis von 4199 Euro angeboten. Sie ist das Nachfolgemodell der im April 2014 eingeführten Sony Alpha 7S und der im Oktober 2015 eingeführten Sony Alpha 7S II. Durch das spiegellose System ist das Kameragehäuse trotz des Kleinbildvollformatsensors und eines Wechselobjektivsystems verhältnismäßig klein. Die Bezeichnung S bezieht sich auf die höhere Empfindlichkeit (sensitivity) der Kamerasensoren unter Verzicht auf höhere Auflösung. Diese Kamera ist für Videos oder Fotografie bei wenig Licht bzw. schlechten Lichtverhältnissen optimiert.

## Technische Daten
Die Sony Alpha 7S III hat eine effektive Bildauflösung von 12,1 Megapixeln und verwendet zur Verarbeitung der Bilddaten den Bildprozessor BIONZ XR. Sony verbaut einen 48 Megapixel IMX510 BSI Bildsensor mit 2x2 Binning. Der Sensor hat klassenbestes Rauschverhaltens bei hohen ISO-Werten (nativ bis ISO 102.400, erweitert bis ISO 409.600) und sehr kurze Auslesezeit, welche den Rolling-Shutter-Effekt stark reduziert. Dadurch ist sie optimiert für Videoaufzeichnungen mit wenig Licht und dabei lichtempfindlicher als übliche Systemkameras.
Das Modell verfügt über einen lautlosen vollelektronischen Auslöser. Die Kamera beherrscht den Videocodec XAVC HS, der gegenüber dem Vorgängerformat XAVC S nahezu doppelt so effektiv im H.265 Format komprimiert. Weiterhin kann sie 4k-Aufnahmen mit 120 Bildern pro Sekunde machen. Die a7sIII ist die erste DSLM von Sony mit 10-Bit 4:2:2 Videoaufzeichnung.
Das Kameragehäuse besitzt einen E-Mount-Anschluss. Für den Autofokus werden 759 Punkte für die Phasendetektion und 425 Punkte für die Kontrasterkennung eingesetzt, und er arbeitet bei Lichtverhältnissen bis zu −6 EV.
Mit der integrierten Wi-Fi-Funktion lässt sich die Sony Alpha 7S III über ein Smartphone oder andere Mobilgeräte fernsteuern. Ferner können die Aufnahmen direkt auf mobile Endgeräte oder geeignete Fernseher sowie auf einen Wi-Fi-fähigen Computer übertragen werden. Der eingebaute Monitor und der elektronische Sucher unterstützen Live-View mit Softwarelupe und Fokus-Peaking.
Durch die Unterstützung von USB Power Delivery können Serienaufnahmen und Filmaufnahmen ohne die Entleerung des internen Akkus realisiert und die Ladezeiten des Akkus deutlich verkürzt werden.
Sony steht im Zusammenhang der a7sIII, FX3 und FX30 oft wegen mangelnden und fehlerhaften Firmware-Updates in der Kritik. Oft funktioniert das Wifi/Bluetooth-Modul nicht mehr.